# Opsec
L'OPSEC (acronimo di Operations Security) è un processo che ha lo scopo di dare a un'operazione militare l'appropriato livello di sicurezza, per negare, al potenziale avversario, ogni conoscenza circa le disposizioni, le capacità, gli intenti e le vulnerabilità delle forze amiche.

## Storia
L'OPSEC, insieme alla Deception, Psychological Operation, Destruction e all'Electronic Warfare, costituisce uno dei cinque pilastri del Command & Control Warfare (C2W), che è il sistema composto di personale, equipaggiamenti, procedure, organizzato in maniera da fornire al Comandante gli strumenti necessari per condurre e portare a termine la missione assegnata. I principi basilari del negare l'accesso al nemico alle informazioni risalgono a centinaia di anni fa. Esempi possono essere ritrovati nel trattato di Sun Tzu, L'arte della guerra (400-320 a.C.) o nell'opera di Niccolò Machiavelli, Dell'arte della guerra (1521).
L'idea di OPSEC inizia ad affermarsi durante la seconda guerra mondiale. Tuttavia, lo sviluppo di una metodologia vera e propria si ha a partire dalla guerra del Vietnam, quando le Forze armate degli Stati Uniti costituirono per la prima volta un team ad hoc denominato Purple Dragon, allo scopo appunto di determinare come il nemico fosse capace di ottenere informazioni dettagliate sulle operazioni militari. Si dovrà arrivare poi al 1988 quando, sotto la presidenza di Ronald Reagan verrà approvato un programma di sicurezza che portò alla nascita di un'Interagenzia (Interagency OPSEC Support Staff – IOSS) per identificare, controllare e proteggere le informazioni connesse alle operazioni militari USA.
L'OPSEC è spesso semplicemente considerata un'altra disciplina della sicurezza, in realtà, essa integra le discipline della sicurezza tradizionale nel curare la segretezza. I programmi tradizionali della sicurezza hanno dei requisiti espressi in regole e direttive, concentrate principalmente sulla tutela delle informazioni classificate.
L'OPSEC si focalizza prevalentemente sulle attività e informazioni non classificate.
Molti, infatti, erroneamente ritengono che se le informazioni o attività non sono abbastanza importanti da essere classificate, allora esse non necessitano di essere protette. Fonti governative USA stimano che fra il 75 ed il 90% dei fabbisogni della raccolta informativa degli avversari possono essere soddisfatti attraverso fonti aperte non classificate.
Il processo di pianificazione dell'OPSEC è articolato in cinque fasi aventi lo scopo di identificare, controllare e proteggere, generalmente, le tracce non classificate della pianificazione ed esecuzione di attività militari sensibili, mettendo in atto delle misure (passive e/o attive) con lo scopo di eliminare o ridurre le informazioni critiche al nemico. È un processo sistemico e collaudato che consente di guardare sé stessi dal punto di vista dell'avversario.

### Legge dell'OPSEC
"In breve, conosci la minaccia, conosci come proteggerti e proteggiti, o l'avversario ti vincerà!".